# Mark Coleman
Mark Coleman, född 20 december 1964 i Fremont, Ohio, är en amerikansk före detta MMA-utövare och UFC Hall of Fame-medlem
Coleman har vunnit UFC:s tungvikts-titel samt Pride Fighting championship grand prix 2000. Coleman deltog också i de olympiska sommarspelen 1992 där han slutade som nummer 10 i fristilsbrottning (100 kg). 
Coleman, som före sin karriär inom MMA hade en framgångsrik karriär som brottare, anses av många vara den som uppfann modern ground-and-pound. Denna strategi kan i korthet beskrivas med att MMA-utövaren tar sin motståndare till marken och där använder slag för att knocka sin motståndare eller få vederbörande att ge upp. 
Coleman skulle preliminärt ha mött Brock Lesnar på UFC 87 men ådrog sig en skada på träning och tvingades dra sig ur.  